# Zdzisław Wolski
Zdzisław Wolski (ur. 25 lutego 1956 w Szczawnie-Zdroju) – polski lekarz, polityk i samorządowiec, radny Częstochowy w latach 1994–2019 i przewodniczący jej rady miejskiej w latach 2011–2019, poseł na Sejm IX kadencji.

## Życiorys
Ukończył studia lekarskie na Śląskiej Akademii Medycznej, a następnie uzyskał specjalizację w zakresie chorób wewnętrznych. W latach 1987–1991 był naczelnikiem wydziału zdrowia i opieki społecznej w urzędzie miasta Częstochowy. Został lekarzem w jednej z częstochowskich przychodni, a także właścicielem firmy budowlanej.
Związany z Sojuszem Lewicy Demokratycznej, był z jego ramienia radnym miejskim Częstochowy w II, III, IV, V, VI, VII i VIII kadencji (1994–2019). W radzie pełnił m.in. funkcje przewodniczącego komisji rewizyjnej i komisji skarbu, a od 2011 do 2019 był przewodniczącym rady. Ponadto przez wiele lat był przewodniczącym klubu radnych SLD.
W 2015 bez powodzenia kandydował do Sejmu z listy Zjednoczonej Lewicy. W wyborach w 2019 uzyskał mandat posła na Sejm z okręgu częstochowskiego z listy SLD (zdobył wówczas 18 527 głosów). W Sejmie został członkiem Komisji Zdrowia oraz Komisji Gospodarki i Rozwoju. W wyborach w 2023 bez powodzenia ubiegał się o reelekcję z ramienia Nowej Lewicy. W 2024 ponownie wybrano go na radnego Częstochowy.